# Semjon Tsjeljoeskin
Semjon Ivanovitsj Tsjeljoeskin (Russisch: Семён Иванович Челюскин) (1700 (vermoedelijk) - 1764 (vermoedelijk)) was een Russische poolonderzoeker. 
Tsjeljoeskin studeerde aan de School voor wiskunde en navigatie van Moskou en later aan de Marine-academie van Sint-Petersburg. Vanaf 1726 diende hij als hulp-navigator in de Russische Baltische Vloot. In 1733 werd hij bevorderd tot navigator. Vanaf 1733 tot 1742 nam Tsjeljoeskin deel aan de Tweede Kamtsjatka-expeditie onder Vitus Bering. Tsjeljoeskin werkte daarbij onder leiding van poolonderzoekers Vasili Prontsjisjtsjev en Chariton Laptev. In het voorjaar van 1741 ondernam hij een reis over land vanaf de rivier Chatanga naar de river Pjasina. Daarbij beschreef Tsjeljoeskin voor de eerste keer de westelijke kust van het schiereiland Tajmyr tot aan de Middendorfbaai en daarna vanaf de monding van de Pjasina naar de monding van de Jenisej. In de winter van 1741/1742 reisde hij van Toeroechansk naar de monding van de Chatanga, waarbij hij de noordelijke kustlijn van Tajmyr beschreef vanaf Kaap Faddej in het oosten tot aan de monding van de Tajmyra in het westen. Tsjeljoeskin vond ook het noordelijkste punt van het vasteland van Azië, dat Aleksandr von Middendorff later naar hem zou vernoemen; Kaap Tsjeljoeskin.
In 1760 nam Tsjeljoeskin ontslag uit de Baltische Vloot met de rang van kapitein en stierf vermoedelijk in 1764.
In de jaren 30 van de 20e eeuw was er een stoomschip dat werd vernoemd naar hem; de SS Tsjeljoeskin, dat werd gebouwd in Denemarken in 1933, maar werd gekraakt door het ijs op de Noordoostelijke Doorvaart.